# としまや商事
株式会社としまや商事（としまやしょうじ）は、千葉県で持ち帰り弁当のチェーン店を運営している企業である。

## 概要
「としまや弁当」の名称で知られており、千葉県の旧上総地区を地盤とし、関連事業として旅館を運営している。店内では弁当のみではなく品揃えを拡大しコンビニエンスストアのように飲料水、たばこ、雑誌も扱う。
赤い屋根に緑のカバを描いた店舗外観が特徴。
1987年-1993年頃には千葉テレビ放送でCMを放送していたことがある。また同時期にニッポン放送でもラジオCMを放送していた。
「チャー弁」と親しまれているチャーシュー弁当が名物で、『秘密のケンミンSHOW』で数回紹介されたことがある。

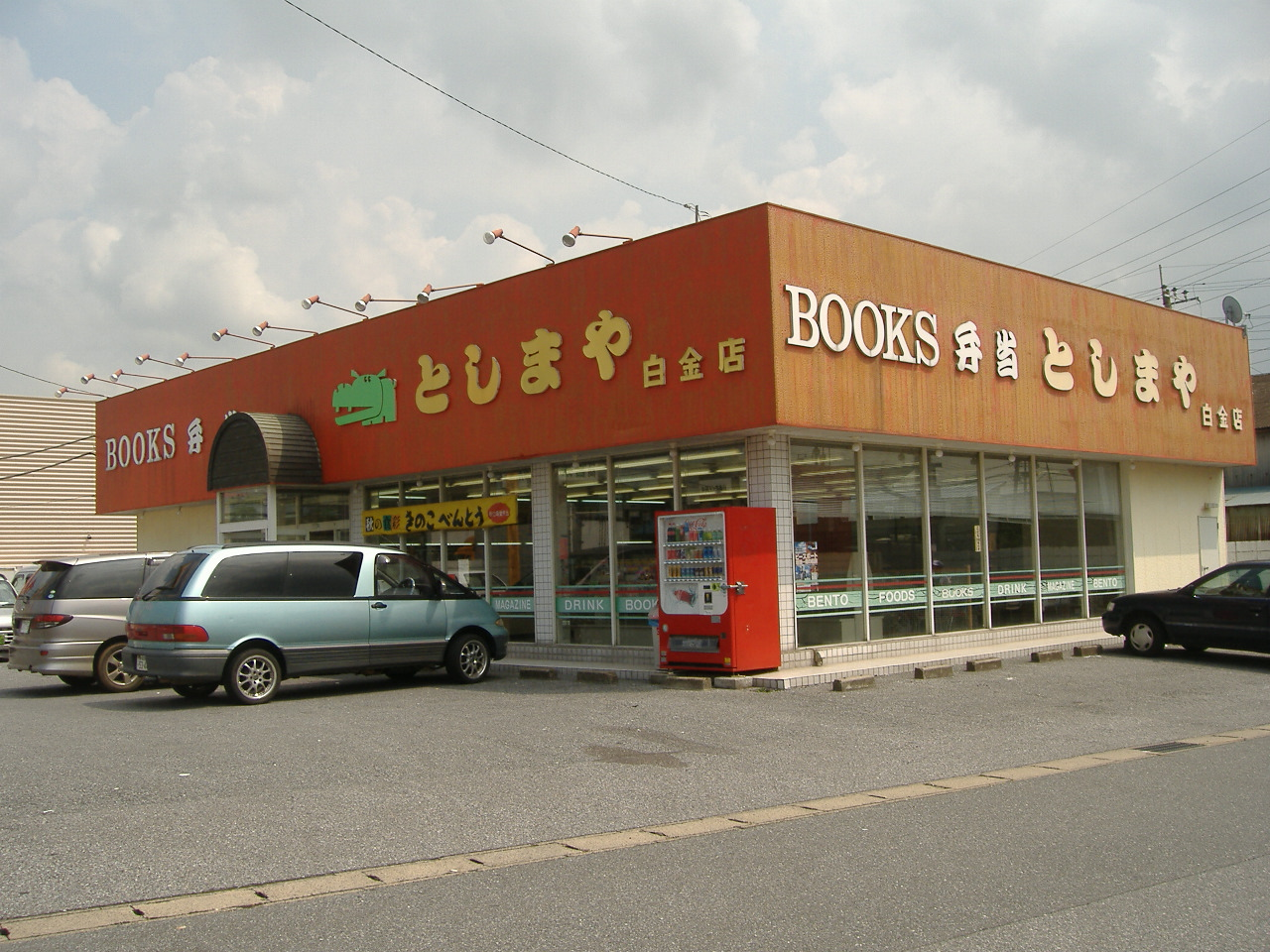
としまや弁当白金店（市原市）

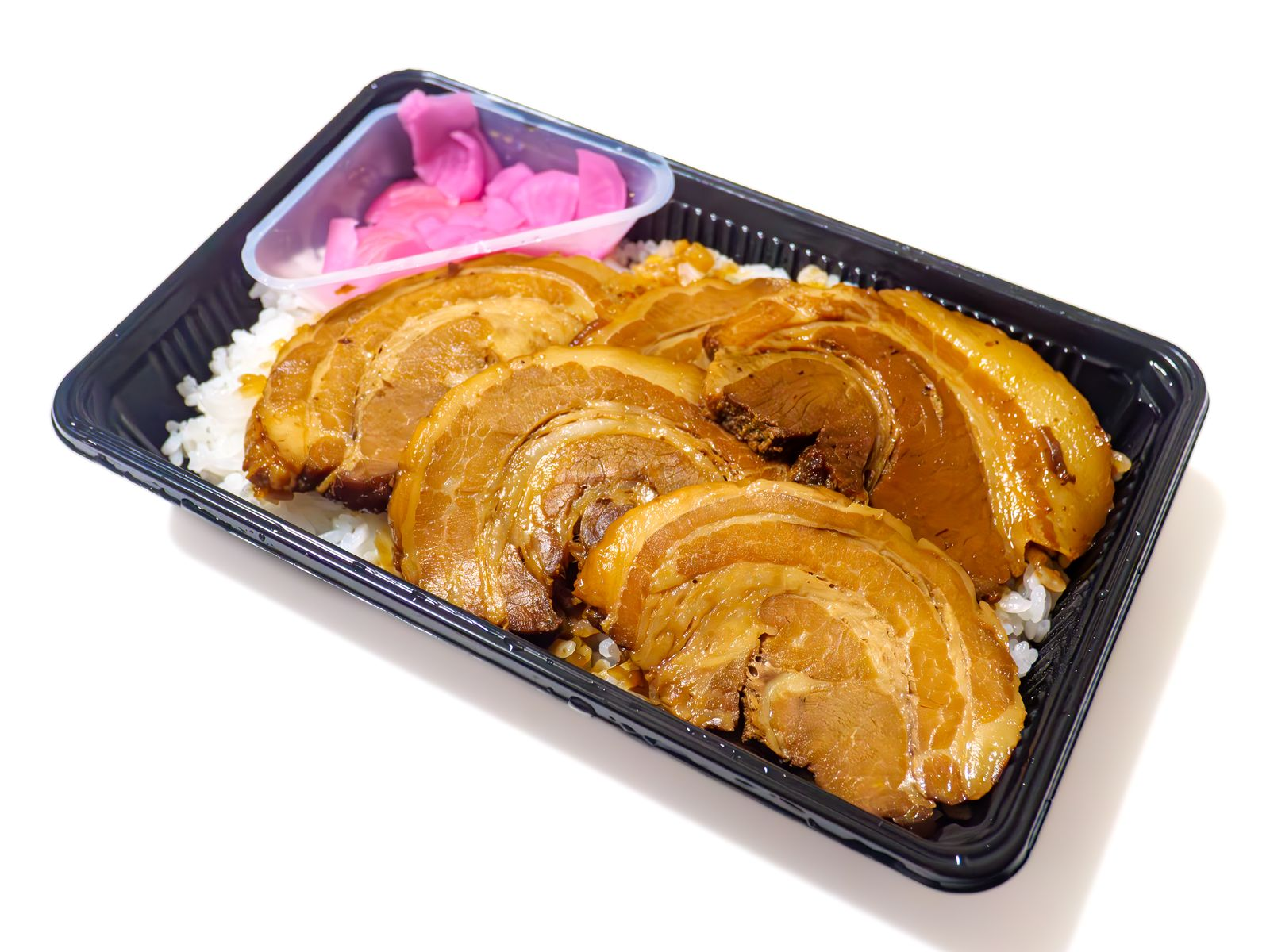
チャーシュー弁当

## 沿革
- 1975年（昭和50年）1月29日 - 創業。
- 1980年（昭和55年）10月4日 - 「新宿店」を木更津市新宿に開店。

## グループ会社
- 有限会社ゆたか食品
- 有限会社君津としまや
- 有限会社茂原としまや
- 有限会社としまやフーズ
- 有限会社ダテマート
- 有限会社丸仁産業